# Coupe des îles Féroé de football 1969
Navigation
Løgmanssteypið 1968 Løgmanssteypið 1970
La Coupe des Îles Féroé 1969 de football est la 15e édition de la Løgmanssteypið (Trophée du Premier Ministre). 
La finale du tournoi se disputa à Tórshavn au stade Gundadalur.
Le HB Tórshavn fut le vainqueur. C'est le huitième titre du club.

## Format
Prenant place entre les mois de juin à septembre 1969, la compétition se décompose en trois phases allant du premier tour jusqu'à la finale. Seules les équipes de Meistaradeildin 1969 (Division des Champions) participèrent à la compétition.

## Clubs participants
| \| B36 HB KÍ TB VBV \| Localisation des clubs engagés dans la coupe nationale 1969. |
| B36 HB KÍ TB VBV                                                                    |

- B36 Tórshavn - Meistaradeildin
- HB Tórshavn - Meistaradeildin Tenant du Titre
- KÍ Klaksvík - Meistaradeildin
- TB Tvøroyri - Meistaradeildin
- VB Vágur - Meistaradeildin

## Résultats

### Premier tour[2]
| Date        | Équipe 1    | Résultat | Équipe 2    |
| ----------- | ----------- | -------- | ----------- |
| 8 juin 1969 | KÍ Klaksvík | 1-0      | TB Tvøroyri |

### Demi-finales[3]
| Date        | Équipe 1     | Résultat | Équipe 2    |
| ----------- | ------------ | -------- | ----------- |
| 2 août 1969 | HB Tórshavn  | 3-2      | VB Vágur    |
| 3 août 1969 | B36 Tórshavn | 2-0      | KÍ Klaksvík |

### Finale
| 14 septembre 1969 | HB Tórshavn | 2-0   | B36 Tórshavn | Gundadalur, Tórshavn |
|                   |             | (2-0) |              |                      |